# Cupolaconcha
Cupolaconcha is een geslacht van weekdieren uit de klasse van de Gastropoda (slakken).

## Soorten
- Cupolaconcha guana Golding, Bieler, Rawlings & Collins, 2014
- Cupolaconcha krypta (S. M. Gardner, 1989)
- Cupolaconcha maldivensis Golding, Bieler, Rawlings & Collins, 2014
- Cupolaconcha meroclista (Hadfield & Kay in Hadfield et al., 1972)
- Cupolaconcha sinaiensis Golding, Bieler, Rawlings & Collins, 2014